# 哑速火落赤把都儿
哑速火落赤把都儿（?—?），又作合罗气把都儿台吉、诺木达喇·古拉齐诺延、诺们达喇呼拉齐，简称哈罗气、合落气，孛儿只斤氏。16世纪蒙古右翼阿苏特部（哑速）領主，达延汗第三子巴尔斯博罗特之孙，博迪达喇鄂特罕台吉的第三子。
合落气驻牧于宣府（今河北宣化）、大同以北，今内蒙古锡林郭勒苏尼特左旗、苏尼特右旗。隆庆五年（1571年），明朝和俺答汗达成封贡协议，明朝封他为指挥佥事，与明朝互市于张家口。万历四年（1576年）明朝封他为明威将军。他被蒙古大汗土蛮任命为蒙古五执政理事之一。他一直同明朝通贡互市不绝，只有除万历十八年（1590年）一度陈兵张家口外。有四子：唐兀台吉、矮落台吉、千令台吉、虎剌海气台吉。